# 沈黎晖
沈黎晖（1968年4月28日—），出生於中华人民共和国北京市。中国大陆歌手、唱片製作人、音樂評論。沈黎晖從美专毕业后，创办了一家印刷公司，但很快破產。1980年代中期，组建"清醒"乐队，任乐队主唱。1997年創辦摩登天空。沈黎晖自己的第一张唱片合辑為《摇滚94》，所在樂隊的第一张专辑是《好极了！？》。

## 事件

### 2009快女曾轶可
2009年6月，沈黎晖受湖南卫视邀请点评快乐女声的晋级赛，由于欣赏一位颇受争议的创作型选手，而使得另外一名资深音乐人包小柏不满，在赛事选出“全国20强”后，愤然离席，撂下狠话“她留我走”。7月中，包小柏食言，再次重返快女评审舞台，但是拒绝为这位选手给分。 而沈黎晖拒绝参与快女十强赛的评委工作，呼吁大家关注音乐本身而不是评委。

## 作品
- 《好极了！？》
- 《摩登天空有声音乐杂志》
- 《Disco Girl》
- 《我爱你》
- 《Kid A》

- 《双重生命》
- 《Super Girl》